# Ходжамалян, Товмас
Товма́с Ходжамаля́н (Товма́с Ходжамаля́н Джугаеци́, ок. 1720, Нор-Джуга — 1780, Агра, Империя Великих Моголов) — армянский историк, общественно-политический деятель.

## Биография
Начальное образование получил в армянском коммерческом училище на родине. Позже он переехал в Индию, где изучил мореплавание и стал капитаном. Он занялся торговлей, став одним из крупнейших армянских купцов Индии, владея персидским, хинди и английским языками. Он с энтузиазмом участвовал в общественно-политической и духовно-культурной жизни армян Индии. Он имел тесные связи с высокопоставленными чиновниками Бенгалии (где, вероятно, Ходжамалян находилась постоянная резиденция) и двором Великих Моголов. Товмас был лично знаком с некоторыми индийскими и армянскими ведущими участниками освободительной борьбы индийского народа против английских колонизаторов (1760-64) (Мир Касим, Горгин-хан и др.).
В качестве представителя индо-армянской общины он отправился в Лондон и представил английскому правительству жалобу на Ост-Индскую компанию и генерал-губернатора Бенгалии Ванситтарта за их незаконные действия и насилие над армянскими торговцами. Много раз выступал в английском парламенте, преодолев предвзятость англичан, выиграл дело и получил требование индоармян: 500 тысяч дахекан. Пробыв в Лондоне несколько лет, вернулся в Индию и написал труд «История Индии» в 1768 году. Информация о дальнейшей деятельности Ходжамаляна отрывочна.
Скончался в 1780 году в Агре, был похоронен на старом армянском кладбище Дели, где до сих пор на могиле стоит памятник Ходжамаляна.

## «История Индии»
Труд Ходжамаляна охватывает период около 455 лет от начала XIV века до 1764 г. В книге описывается география Индии, экономика, система мер и весов, политика, религия, христиане Малабара, индоармянская община, освободительная борьбе индийского народа, участие и роль в ней армян и другие темы. Рассказывая об истории древнего края, Ходжамалян использовал материалы дивана правителя Элабаза (Аллахабада), столицы империи Великих Моголов, а для более позднего периода — сведения участников, свидетелей и различные документы. Считается, что он также использовал морские карты и атласы. Оригинал произведения до нас не дошел. На сегодняшний день в Индии сохранилась единственная известная копия (1821 г.) в Исфаганской коллекции армянских рурописей. Труд состоит из двух частей, но опубликована была только вторая (отдельные главы из первой были опубликованы в 1822 г., в Калькутте, в журнале «Штемаран»). Труд также был опубликован на русском языке в книге Абрамян Р. А. «Армянские источники XVIII века об Индии» (Ер., 1968).
Работа Ходжамаляна имеет значительную историографическую ценность. Это особенно важный источник о колонизации Индии, освободительной борьбе индийского народа и участии в ней армян, выявлении преднамеренных искажений и однобокости английских источников, а также для изучения истории малабарских христиан и индо-армянской колонии.

## Произведения
- Պատմութիւն Հնդկաց, մաս 2, Կալկաթա, 1849